# Charles Brockden Brown
Charles Brockden Brown (17. ledna 1771 Filadelfie – 22. února 1810 Filadelfie) byl americký spisovatel, jeden z prvních amerických romanopisců. Představil literatuře nový žánr, tzv. gotický román[zdroj?] plný děsivých a ponurých prvků, jímž byli později inspirováni další významní spisovatelé jako např. E. A. Poe nebo N. Hawthorne. Všechna jeho díla mají podobný tón a atmosféru a jejich hrdinové objevují nový svět plný zla, proradnosti a katastrof.

## Nejvýznamnější díla
- Wieland (1798)
- Ormond (1799)
- Arthur Melvyn (1799)
- Edgar Huntley (1799)
- Jane Talbot (1801)